# 肋骨挙筋
肋骨挙筋（ろっこつきょきん、英語: levatores costarum）は、胸部の筋肉のうち、胸壁肋間隙にある胸壁筋のうちの一つ。外肋間筋の背方に12対存在する。
第7頸椎および第1～第12胸椎の横突起を起始とし、外下方に向かい、下位の肋骨に付着する。
肋骨を引き上げる作用がある。